# Epizeuxis pokornyi
Epizeuxis pokornyi är en fjärilsart som beskrevs av Sterneck 1921. Epizeuxis pokornyi ingår i släktet Epizeuxis och familjen nattflyn. Inga underarter finns listade i Catalogue of Life.